# Szent Pongrác
Római Szent Pongrác (Synnada, Phrügia (a mai Törökország területén), 289. – Via Aurelia, Róma, Római Birodalom, 304.) szentté avatott vértanú.

## Élete
A 6. században keletkezett legenda szerint szüleit korán elvesztette, s a tizennégy éves fiú nagybátyjával, Dénessel Phrügia-i hazájából Rómába költözött. Abban az utcában, ahol házat vettek lakott Kornél pápa és vele számos keresztény, akik hamarosan megszerették az élénk fiút, és főpásztoruk elé vezették. Kornél pápa fölismerte a fiú tiszta lelkületét, és megkeresztelte.
A legendában pontatlanság, hogy ebben az időben Marcellinusz pápa uralkodott, Kornél pápa ötven évvel korábban élt.
Egy másik legenda szerint Pongrác szívesen barangolt a szabad természetben, szerette a virágokat, az állatokat. De az embereket is. Társaival barátságban élt, még akkor is, ha azok rabszolgák voltak is. Egyszer egy tanyán idős emberrel találkozott, Marcellinusz pápával, aki ott bujkált a birtokon. A találkozásból ismeretség, majd barátság lett. Nemsokára Pongrác is, nagybátyja is megkeresztelkedett.
Dénes, a nagybátyja halála után a keresztény közösség vette pártfogásába, majd a Diocletianus féle egyházüldözésben elfogták, s a császár elé vezették. A legenda szerint a császár megsimogatta arcát, és barátságos szóval kérte, hagyjon föl "babonaságával". Pongrác félelem nélkül a szeme közé nézett, és ezt mondta: "Éveim szerint ugyan gyermek vagyok, mégis az enyém az én Uramnak, Jézus Krisztusnak az igazsága és ereje. Ezért a te intelmed nekem annyi, mintha az a festett kép beszélne ott a falon. Az istenek, akiknek imádását nekem parancsolod, csalók voltak. Nővéreiket meggyalázták és szüleiket sem kímélték. Ha ma egy hivatalnokod ilyen tetteket követne el, azon nyomban megöletnéd. És te nem röstelled, hogy ilyen isteneket imádsz?" A legenda szerint erre a császár nem tudott mit mondani, csak intett, hogy a bátor fiút a Via Aurelia mentén fejezzék le. Temetetlenül hagyott holttestét egy bátor nő temette el.
Tisztelete az egyházban hamarosan elterjedt, Szümmakhosz pápa Via Aurelián lévő sírja fölé bazilikát emeltetett. Ünnepét sokáig együtt ünnepelték Szent Nereussal és Szent Achilleussal, de a Római Naptár 1969-es reformja után ünneplését külön választották. 
Neve 1595-től a Római Kánonban is elhangzik. Szent Pongrácot a tizenkét segítő szent, illetve a Fagyosszentek közé sorolják. Tiszteletét Szent Bonifác terjesztette el Európában. Ereklyéinek egy része Londonban található meg a Saint Pancras negyedben, a Saint Pancras Old Church templomban.
Lásd még: Szent Nereus és Szent Achilleus

## Fordítás
- Ez a szócikk részben vagy egészben  a   Pancras of Rome című angol Wikipédia-szócikk fordításán alapul.  Az eredeti cikk szerkesztőit annak laptörténete sorolja fel. Ez a jelzés csupán a megfogalmazás eredetét és a szerzői jogokat jelzi, nem szolgál a cikkben szereplő információk forrásmegjelöléseként.